# Durex

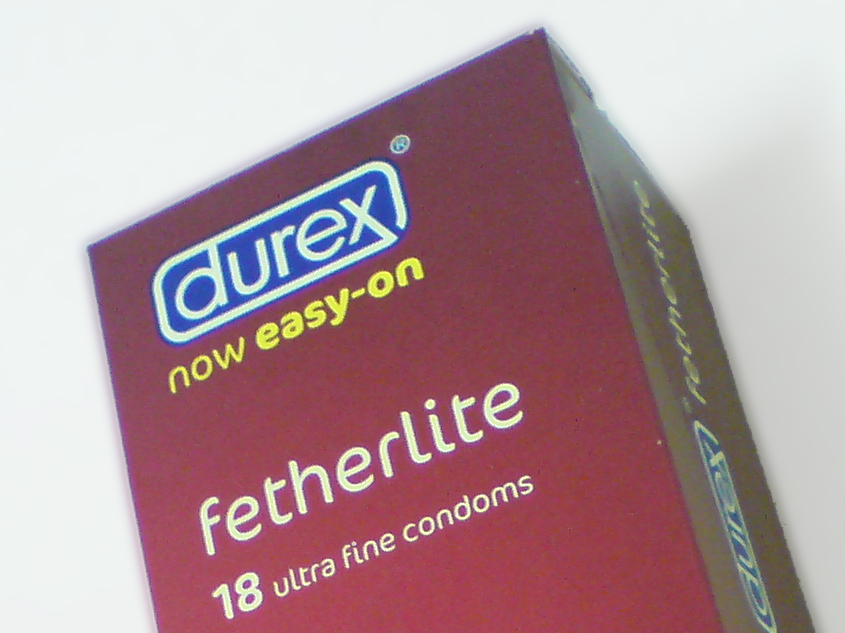
Презервативи Durex

Durex — торгова марка бар'єрних контрацептивів і супутніх товарів для безпечного сексу, вироблених британською компанією SSL International. У 2010 році торгова марка (разом з маркою засобів по догляду за ногами Scholl) придбала британсько-нідерландська компанія Reckitt Benckiser за 3,9 млрд доларів.
Назва походить від англійських слів Durability, Reliability and Excellence — «міцність, надійність і перевага».
Презервативи Durex випускаються з 1929 року. Для виробництва використовується натуральний каучуковий латекс. Під цією маркою з'явилися і перші в світі презервативи з поліуретану. Вони призначені насамперед для людей, що мають алергію на латекс.
Вироблені презервативи проходять три види тестування:
- електронне тестування;
- тестування на протікання;
- тестування на розрив повітрям.